# وینس وان
وینسنت آنتونی وان (به انگلیسی: Vincent Anthony Vaughn؛ زادۀ ۲۸ مارس ۱۹۷۰) بازیگر آمریکایی است. وان حرفۀ بازیگری را در اواخر دهۀ ۱۹۸۰ با ایفای نقش‌های فرعی در تلویزیون آغاز کرد. او برای بازی در فیلم کمدی درام هوسران‌ها (۱۹۹۶) مورد توجه گسترده قرار گرفت. وان در شماری از فیلم‌های دهۀ ۱۹۹۰ مانند فیلم ورزشی رودی (۱۹۹۳)، علمی-تخیلی جهان گمشده: پارک ژوراسیک (۱۹۹۷)، درام مهیج بازگشت به بهشت (۱۹۹۸) و بازسازی فیلم ترسناک روان‌شناختی روانی (۱۹۹۸) ظاهر شد.
به غیر از نقش‌های دراماتیک او در فیلم‌های سلول (۲۰۰۰) و اختلاف داخلی (۲۰۰۱)، وان در دهۀ ۲۰۰۰ به طور عمده به نقش‌های کمدی روی آورد و در فیلم‌های مدرسه قدیمی (۲۰۰۳)، داج بال: داستان یک بازنده واقعی (۲۰۰۴)، مهمانان ناخوانده عروسی (۲۰۰۵)، جدایی (۲۰۰۶)، فرد کلاوس (۲۰۰۷) و چهار کریسمس (۲۰۰۸) به ایفای نقش پرداخت. او این روند را در دهۀ ۲۰۱۰ با حضور در فیلم‌های معضل (۲۰۱۱)، دیدبان (۲۰۱۲) و کارآموزی (۲۰۱۳) ادامه داد. در سال ۲۰۱۵، وان نقش فرانک سمیون را در فصل دوم مجموعۀ تلویزیونی درام جنایی آنتولوژی شبکۀ اچ‌بی‌او، کارآگاه حقیقی به تصویر کشید، پس از آن او نقش‌های دراماتیکی را در فیلم جنگی ستیغ هک‌سا (۲۰۱۶)، نوآر درگیری در سلول ۹۹ (۲۰۱۷) و جنایی کشیده شده در بتن (۲۰۱۸) ایفا کرد.

## فیلم‌شناسی

### فیلم
| سال  | عنوان                           | نقش                       | یادداشت                    |
| ---- | ------------------------------- | ------------------------- | -------------------------- |
| ۱۹۹۱ | برای پسران                      | سرباز                     | کمئو                       |
| ۱۹۹۳ | رودی                            | جیمی اوهارا               |                            |
| ۱۹۹۶ | هوسران‌ها                        | ترنت واکر                 |                            |
| ۱۹۹۷ | جهان گمشده: پارک ژوراسیک        | نیک ون اوون               |                            |
| ۱۹۹۷ | ملخ‌ها                           | کلی هویت                  |                            |
| ۱۹۹۸ | مکانی خشک و خنک                 | راسل دورل                 |                            |
| ۱۹۹۸ | بازگشت به بهشت                  | جان                       |                            |
| ۱۹۹۸ | کبوترهای سفالی                  | لستر لانگ                 |                            |
| ۱۹۹۸ | روانی                           | نورمن بیتس                |                            |
| ۲۰۰۰ | جنوب بهشت، غرب جهنم             | تیلور هنری                |                            |
| ۲۰۰۰ | سلول                            | پیتر نواک                 |                            |
| ۲۰۰۰ | پرایم گیگ                       | پندلتون «پنی» وایس        |                            |
| ۲۰۰۱ | ساخته‌شده                        | ریکی                      | همچنین تهیه‌کننده           |
| ۲۰۰۱ | زولندر                          | لوک زولندر                | کمئو                       |
| ۲۰۰۱ | اختلاف داخلی                    | ریک بارنز / جک پارنل      |                            |
| ۲۰۰۳ | مدرسه قدیمی                     | برنارد «بنی» کمبل         |                            |
| ۲۰۰۳ | من عاشق کار شما هستم            | استیو                     |                            |
| ۲۰۰۳ | توپ سیاه                        | ریک شوارتز                |                            |
| ۲۰۰۴ | استارسکی و هاچ                  | ریس فلدمن                 |                            |
| ۲۰۰۴ | داج بال: داستان یک بازنده واقعی | پیتر                      |                            |
| ۲۰۰۴ | گوینده: افسانه ران برگندی       | وس منتوث                  | بی‌اعتبار                   |
| ۲۰۰۴ | پاپاراتزی                       | بازیگر                    |                            |
| ۲۰۰۵ | شست‌خور                          | آقای گری                  |                            |
| ۲۰۰۵ | باحال باش                       | راجر «راجی»               |                            |
| ۲۰۰۵ | آقا و خانم اسمیت                | ادی                       |                            |
| ۲۰۰۵ | مهمانان ناخوانده عروسی          | جرمی گری                  |                            |
| ۲۰۰۶ | جدایی                           | گری                       | همچنین نویسنده و تهیه‌کننده |
| ۲۰۰۷ | به‌سوی طبیعت وحشی                | وین وستربرگ               |                            |
| ۲۰۰۷ | فرد کلاوس                       | فدریک «فرد» کلاوس         |                            |
| ۲۰۰۸ | چهار کریسمس                     | برد/ اورلاندو مک‌وی        |                            |
| ۲۰۰۹ | فرار زوج‌ها                      | دیو                       | همچنین نویسنده و تهیه‌کننده |
| ۲۰۱۱ | معضل                            | رونی ولنتاین              | همچنین تهیه‌کننده           |
| ۲۰۱۲ | دیدبان                          | باب مک‌آلیستر              |                            |
| ۲۰۱۲ | ذخیره مورد علاقه                | رزی                       |                            |
| ۲۰۱۳ | کارآموزی                        | بیلی                      | همچنین نویسنده و تهیه‌کننده |
| ۲۰۱۳ | یک مورد از شما                  | آلن                       |                            |
| ۲۰۱۳ | مأمور تحویل                     | دیوید                     |                            |
| ۲۰۱۳ | گوینده ۲: افسانه ادامه دارد     | وس منتوث                  | کمئو                       |
| ۲۰۱۵ | کار ناتمام                      | دنیل «دن» ترانکمن         |                            |
| ۲۰۱۶ | بیمه عمر                        | نیک بارو                  | همچنین تهیه‌کننده           |
| ۲۰۱۶ | ستیغ هک‌سا                       | گروهبان هاول              |                            |
| ۲۰۱۷ | درگیری در سلول ۹۹               | بردلی توماس               |                            |
| ۲۰۱۸ | کشیده شده در بتن                | آنتونی                    |                            |
| ۲۰۱۹ | مبارزه با خانواده‌ام             | هاچ مورگان                |                            |
| ۲۰۱۹ | سیبرگ                           | کارل                      |                            |
| ۲۰۲۰ | آرکانزاس                        | فراگ                      |                            |
| ۲۰۲۰ | عجیب و غریب                     | قصاب بلیسفیلد / میلی کسلر |                            |
| ۲۰۲۱ | سردسته‌ها                        | سیمون                     |                            |

### تلویزیون
| سال        | عنوان                | نقش                | یادداشت                          |
| ---------- | -------------------- | ------------------ | -------------------------------- |
| ۱۹۸۹       | خیابان جامپ شماره ۲۱ | بیل پترسون         |                                  |
| ۱۹۹۸       | پخش زنده شنبه شب     | خودش               | قسمت: «وینس وان / لارین هیل»     |
| ۲۰۰۰       | سکس و سیتی           | کیث                | قسمت: «سکس و یک شهر دیگر»        |
| ۲۰۱۳       | پخش زنده شنبه شب     | خودش               | قسمت: «وینس وان / میگوئل»        |
| ۲۰۱۵       | کارآگاه حقیقی        | فرانک سمیون        | نقش اصلی، ۸ قسمت                 |
| ۲۰۱۸       | خ مثل خانواده        | چت استیونسون (صدا) | ۸ قسمت؛ همچنین مدیر اجرایی تولید |
| ۲۰۲۰–اکنون | زیاد ذوق‌زده نشو      | فردی               | ۸ قسمت                           |

### موزیک ویدئو
| سال  | عنوان                       | هنرمند(ها)            | یادداشت |
| ---- | --------------------------- | --------------------- | ------- |
| ۱۹۹۸ | «این دست‌ها»                 | دوایت یوآکم           |         |
| ۲۰۱۰ | «ما دنیاییم ۲۵ برای هائیتی» | خوانندگان برای هائیتی |         |
| ۲۰۱۶ | «نمی‌خواهم بدانم»            | مارون ۵               |         |

### بازی ویدئویی
| سال  | عنوان                  | نقش         | یادداشت |
| ---- | ---------------------- | ----------- | ------- |
| ۱۹۹۷ | جزیره آشوب: جهان گمشده | نیک ون اوون | صدا     |